# Zavinograđe
Zavinograđe (izvirno srbsko Завинограђе) je naselje v Srbiji, ki upravno spada pod Občino Prijepolje; slednja pa je del Zlatiborskega upravnega okraja.

## Demografija
V naselju živi 906 polnoletnih prebivalcev, pri čemer je njihova povprečna starost 34,1 let (33,4 pri moških in 34,8 pri ženskah). Naselje ima 347 gospodinjstev, pri čemer je povprečno število članov na gospodinjstvo 3,67.
|  |

| Demografija | Demografija     | Demografija     |
| Leto        | Št. prebivalcev | Št. prebivalcev |
| ----------- | --------------- | --------------- |
|             |                 |                 |
|             |                 |                 |
|             |                 |                 |
|             |                 |                 |
| 1948        | 456             |                 |
| 1953        | 505             |                 |
| 1961        | 550             |                 |
| 1971        | 681             |                 |
| 1981        | 1194            |                 |
| 1991        | 1527            | 1512            |
| 2002        | 1734            | 1272            |
|             |                 |                 |

| Etnična sestava po popisu iz leta 2002 | Etnična sestava po popisu iz leta 2002 | Etnična sestava po popisu iz leta 2002 | Etnična sestava po popisu iz leta 2002 | Etnična sestava po popisu iz leta 2002 |
| -------------------------------------- | -------------------------------------- | -------------------------------------- | -------------------------------------- | -------------------------------------- |
| Bošnjaki                               | Bošnjaki                               |                                        | 909                                    | 71,46%                                 |
| Srbi                                   | Srbi                                   |                                        | 262                                    | 20,59%                                 |
| Muslimani                              | Muslimani                              |                                        | 80                                     | 6,28%                                  |
| Črnogorci                              | Črnogorci                              |                                        | 10                                     | 0,78%                                  |
| Jugoslovani                            | Jugoslovani                            |                                        | 4                                      | 0,31%                                  |
| Slovenci                               | Slovenci                               |                                        | 1                                      | 0,07%                                  |
| Neznano                                | Neznano                                |                                        | 1                                      | 0,07%                                  |